# Стармен (DC Comics)
Стармен (англ. Starman) — псевдонім, яке впродовж років використовували кілька різних супергероїв у всесвіті DC Comics, найвідоміші з яких — Тед Найт та його сини Девід і Джек.
Оригінальний Стармен, Тед Найт, був створений сценаристом Ґарднером Фоксом і художником Джеком Бернлі. Вперше він з’явився в Adventure Comics №61 у квітні 1941 року. Тед — астроном, який винайшов «гравітаційну палицю» (пізніше перероблену у «космічну палицю»), що дозволяє йому літати та керувати енергією. Його костюм мав червоно-зелену колірну гаму й вирізнявся характерним шоломом із гребенем. Як і більшість героїв Золотої доби, Стармен поступово зійшов з арени в 1950-х роках. У подальші роки кілька персонажів, пов’язаних із ним більшою чи меншою мірою, тимчасово перебирали на себе його ім’я. У Zero Hour: Crisis in Time №1 (вересень 1994) сценарист Джеймс Робінсон і художник Тоні Гарріс представили Джека Найта, сина першого Стармена. Джек — неохочий герой без костюма, який успадкував батькове ім’я й місію, використовуючи при цьому власноруч створену космічну палицю. Він став головним героєм однойменної серії, яку високо оцінили критики. Серія виходила з 1994 по 2001 рік. На сьогодні наступницею Стармена є Старґерл. У Justice League (том 4) №7 (листопад 2018) Starman з’являється з повідомленням, що він «прийшов із минулого», і продовжує з’являтися у подальших випусках.

## Теодор Найт
Теодор Генрі Найт — супергерой DC Comics 1940-х років. Він носив червоний костюм із шоломом з гребенем і зелений плащ, а також володів «гравітаційною палицею» (пізніше — «космічною палицею»), яка дозволяла йому літати та стріляти енергетичними зарядами. Теодор був членом Товариства справедливості Америки.

## Стармен 1951
Цей Starman діяв у всесвіті DC у 1951 році. У каноні до Кризи з’ясувалося, що Стармен 1950-х років насправді був Бетменом, який тимчасово взяв це ім’я у Detective Comics №247 (вересень 1957 року). Він використовував змінені версії свого спорядження з зоряною тематикою замість кажанів, оскільки його було загіпнотизовано, щоб він боявся кажанів. Це мало зробити його неспроможним бути героєм. У післякризовому каноні сюжет переробили у Starman Secret Files and Origins: першим, хто використав це ім’я, був доктор Мід-Найт, тобто Чарльз Макнайдер. Коли Девід Найт, син оригінального Стармена, потрапляє назад у часі, він на короткий час перебирає це ім’я у Макнайдера.

## Стар-Мен
У Detective Comics №286 з’являється лиходій, на ім’я Стар-Мен, який став загрозою для Бетмена й Робіна. Його надлюдська сила зникала в присутності тибетського пояса, який носила Бетвумен.

## Мікаал Томас
Мікаал Томас — прибулець, який прибув на Землю з метою її завоювання, але зрештою став на захист людства, виступивши проти свого войовничого народу. Вперше з’явився у 1st Issue Special №12 (березень 1976 року).

## Принц Ґевін
Принц Ґевін — супергерой DC Comics, створений Полом Левіцем і Стівом Дітком. Вперше з’явився в Adventure Comics №467 (січень 1980 року). Це розбещений, білявий принц-ловелас чужопланетної імперії, який виявив, що є мутантом, здатним виживати у відкритому космосі без захисту.

## Вілл Пейтон
Вілл Пейтон — супергерой DC Comics 1980-х років, створений Роджером Стерном і Томом Лайлом. Після того, як у нього влучив енергетичний промінь із супутника в космосі, він отримав надздібності: політ, надлюдську силу, здатність змінювати зовнішність і стріляти енергією з рук. Він був на початку своїх двадцятих і працював редактором у журналі. Вперше з’явився в Starman №1 (жовтень 1988 року).

## Девід Найт
Девід Найт — супергерой DC Comics 1990-х років, син оригінального Стармена та старший брат Джека Найта. Вперше з’явився у Starman №26 (вересень 1990 року), коли перейняв батькове ім’я. Його вбили найманим убивцею у Starman (том 2) №0 (жовтень 1994 року). Після смерті його дух неодноразово з’являється, щоб давати поради Джеку. У Starman (том 2) №81 — спеціальному випуску, пов’язаному з подіями Blackest Night, — Девід тимчасово повертається до життя як Чорний ліхтар.

## Джек Найт
Джек Найт — супергерой DC Comics 1990-х років, син оригінального Стармена, Теда Найта. Він володіє космічно зарядженою палицею, але навідріз відмовляється носити костюм. Замість цього він вдягає футболку, шкіряну куртку з емблемою зірки на спині, значок шерифа з коробки Cracker Jack і захисні окуляри. Джек — неохочий герой, який приймає спадщину після загибелі брата Девіда. Він головний герой комікс-серії, написаної Джеймсом Робінсоном. Джек коротко входить до складу Товариства справедливості Америки, але згодом іде у відставку наприкінці серії Starman і передає свою космічну палицю Старґерл.

## Том Каллор
Том Каллор — учасник Легіону супергероїв XXXI століття, здатний керувати масою й щільністю об’єктів. Зазвичай відомий під ім’ям Star Boy, але отримує титул Starman, коли його переносять у XXI століття.

## Ферріс Найт
Стармен XXV століття — це Ферріс Найт, член Легіону Справедливості Альфа та важливий персонаж серії DC One Million. Він є далеким нащадком Джека Найта та сина Леді Міст. Ферріс користується чужопланетним артефактом під назвою «кварват«, що за функцією нагадує космічну палицю. Він мешкає на космічній станції на орбіті Урана й наглядає за штучним сонцем на ім’я Соларіс. Ферріс зізнається, що як нащадок і Найтів, і Містів, він схильний до зла, і врешті-решт Соларіс його розбещує. Він організовує поразку обох Ліг Справедливості та мандрує в минуле, щоб убити Теда Найта — засновника спадку, який він ненавидить. Проте після особистої зустрічі з Тедом він змінює свою думку й жертвує собою, щоб урятувати сучасну Землю від Соларіса.

## Віктор Соно
Уперше з’явився у Jonah Hex (том 2) №27 (березень 2008 року). Стармен Дикого Заходу, Віктор Соно, приїхав до Нью-Йорка зі своїм батьком з Італії після завершення Громадянської війни в США. Його батько намагався влаштуватися шерифом, але група місцевих законників насміхалася з нього через інвалідність і вбила його. Віктор знайшов батька повішеним перед будівлею й вирішив помститися. Він украв пістолет і відкрив вогонь по вбивцях. Але перед тим, як завдати серйозної шкоди, його зупинив Джона Гекс — мисливець за головами, який саме перебував у місті. Гекс оглушив хлопця, повернув пістолет і спершу залишив його, але, згадавши власне важке дитинство, повернувся й урятував Віктора, залишивши його в сирітському притулку. Через роки вони зустрілися знову: Віктор став мандрівним месником під ім’ям Star Man, який убиває корумпованих шерифів і прикріплює їхні зірки на свій плащ. Хоч він і маніпулює Гексом задля власних цілей, Віктор знає, що зобов’язаний йому життям.